# 이스라엘의 군사 장비

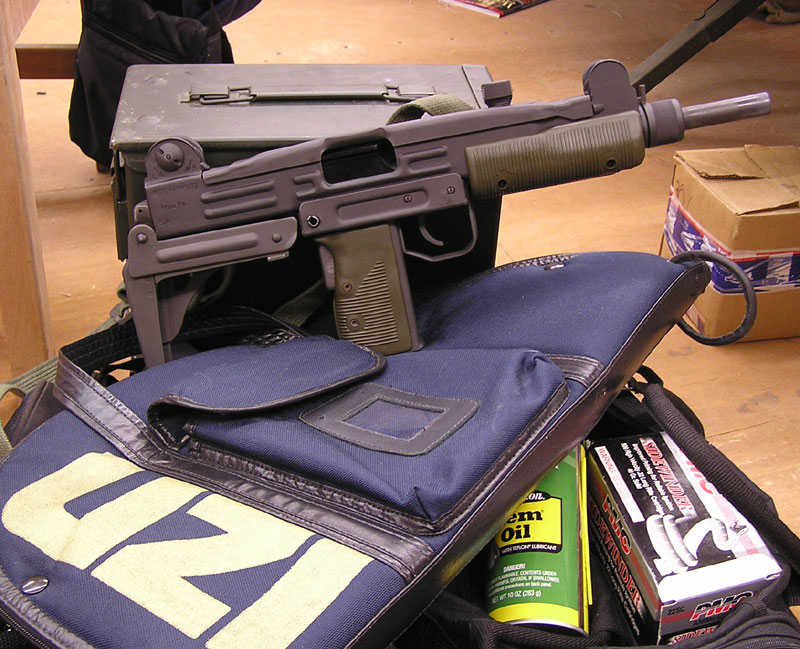
IMI사의 우지 기관단총-이스라엘 방산품으로 매우 유명하다.

이스라엘의 군사 장비(영어: equipment of the Israel Defense Forces)는 무기, 탱크, 비행기, 대포, 장갑차 등 다양하다. 이들의 많은 부분은 해외에서 수입한 것이며, 주로 미국산 장비이다. 과거에, 이스라엘군은 영국과 프랑스로부터 많은 무기를 수입했으나, 1970년대 이후 미국의 군사원조에 의존하는 경향이 커졌으며, 자국 방산산업도 여러 분야에서 상당한 수준에 이르고 있다. 특히 기존 장비의 개량을 통해 성능 개선에 많은 경험과 기술을 갖추고 있다.

## 개발된 이스라엘산 군사장비
몇몇 유명한 장비들이 이스라엘에서 개발되었다:
- 우지 기관단총
- 데저트 이글 권총
- 갈릴 돌격소총
- IMI 타보르 TAR-21 돌격소총
- IMI 네게브 기관총
- 메르카바 전차
- 마가크 전차
- IDF 아크자리트 병력 수송 장갑차/기갑 전투 차량
- 캐터필러 D9 ("Dubi") 트랙터
- 파이톤 미사일
- 전술 고에너지 레이저
- 애로우 미사일
- 샤비트(Shavit) 로켓
- 오페크(Ofeq) 정찰위성
- 예리코 2호 중거리 탄도 미사일

## 2006년에 사용중인 가벼운 무기(light arms)
다음은 IDF의 주요 현역 소화기(20mm 미만)로서 채용 연도와 유효 사거리다.

### 돌격소총
- M16 (1973년; 500m)
- CAR-15 (1973년; 400m 미만)
- 갈릴 소총 (1974년; 400 m)
- M4 카빈 (1994; 350 meters)
- IMI 타보르 TAR-21 (2004; 500 meters)

### 기관단총
- 우지 기관단총 (1953년; 50m) [훈련용/예비군 전용]
- 마이크로 우지 기관단총 (1990년; 50m)

### 기관총
- M1919 기관총 (1940년대; 1,300 m)
- M2 중기관총 (1948년; 2,000 m)
- FN MAG (1968년; 1,200 m)
- IMI 네게브 (1997년; 1,000 m)

### 저격총
- 배럿 M82 (1997; 1,800 meters)
- M24 SWS (1997; 800 meters)
- SR-25 (2001; 500 meters)
- 루거 10/22 소음기 장착형 (1987; 100 meters)

### 샷건
- 레밍턴 M870 (1950; 60 meters)
- 모스버그 500 (1996?; 130 meters)

### 권총
- 글록 17 (1997; 50 meters)
- 글록 19 (1997; 50 meters)

## 2006년 사용 중인 탱크

### 멜카바 개량형
- 멜카바 Mk.2 (50 km/h; 105 mm 전차포, 박격포, 기관총 3정)
- 멜카바 Mk.3 (55 km/h; 120 mm 전차포, 박격포, 기관총 3정)
- 멜카바 Mk.3B (55 km/h; 120 mm 전차포, 박격포, 기관총 3정)
- 멜카바 Mk.4 (65 km/h; 120 mm 전차포, 박격포, 기관총 3정)

## 2012년 운용 중인 군용기

### 전투기
- A-4 스카이호크 (1967년 도입; 1,170 km/h; 3,540 km; 30mm 기관포 2문, 미사일, 폭탄)
- F-15 이글 (1976년; 마하 2.5; 3,450 km; 20mm 기관포 1문, 미사일, 폭탄) 53대
- F-16 팰콘 (1980년; 마하 2.0 이상 ; 3,200 km; 20mm 기관포 1문, 미사일, 폭탄) 총 301대
- F15I (1998년; 마하 2.5; 4,450 km; 20mm 기관포 1문, 미사일, 폭탄) 25대
- F-16I (2004년; 마하2.0 이상; 4,200 km; 20mm 기관포 1문, 미사일, 폭탄)
- F-4E (미국이 지원 해준 전투기)
- 미라지 3
- 걸프스트림 G500 조기경보기/전자전기 5대
- KC-707 공중 급유기 22대
- E-2C 호크아이 조기경보기 4대

### 수송기
- C-130 허큘리스 (1971; 620 km/h; 7,880 km; 92 passengers)
- 보잉 707 (1973; 1,000 km/h; 9,900 km; 190 passengers)

### 공격용 헬리콥터
- AH-1 코브라 (1976; 230 km/h; 510 km; one 20mm 기관포; TOW 대전차미사일 8발, 70mm 로켓탄)
- AH-64 아파치 (1990; 365 km/h; 690 km; one 30mm 기관포; 헬파이어 대전차미사일 6발)
- AH-64D 롱보우 아파치 (2005; 365 km/h; 690 km; one 30mm 기관포; 헬파이어 대전차미사일 6발)

### 수송용 헬리콥터
- CH-53 시스탤리온 (1969; 315 km/h, 1,640 km; 55명 탑승)
- 벨206 (1971; 205 km/h; 580 km; 5명)
- 벨212 (1975; 250 km/h; 420 km; 14명)
- UH-60 블랙호크 (1994; 360 km/h; 1,630 km; 22명)

### 무인 정찰기
- IAI 헤론
- IAI 이단
- 서처 II

## 2006년 사용중인 군함

### 미사일함
- 사아르 4급 미사일정 (1970s; 32 kt; 450 tons; 45 crew members)
- 사아르 4.5급 미사일정 (1980s; 31 kt; 488 tons; 53 crew members)
- 사아르 5급 미사일정 (1990s; 33 kt; 1,227 tons; 64 crew members)

### 초계정
- 다부르(Dabur) - 1970년대; 19 kt; 39 t; 승조원 9명)
- 드보라(Dvorah) - 1988년 취역; 36 kt; 47t, 승조원 10명)
- Shaldag (1989; ?; 50 kt; ?)
- Super Dvorah Mk2 (1996; 46 kt; 54 tons; 10 crew members)
- Nachshol (1997; 40 kt; 12 tons; 5 crew members)
- Super Dvorah Mk3 (2004; 47 kt; 54 tons; 10 crew members)

### 잠수함
- 갈급 잠수함 (1970년대초 도입; 수중 속도 17 kt, 수상 속도 11 kt; 수중배수량 600톤, 수상 베수량 420톤; 승무원 32명)
- 돌핀급 잠수함 (1992년 도입; 수중 속도 20 kt, 수상 속도 11 kt; 수중배수량 1,900톤, 수상 배수량 1,640톤; 승무원 30명)

## 2006년 기준 포병 화기 현황

### 대포
- 졸탐 M-71 (1974; 155mm; N.A.; ?; 23.5 km)

### 자주포
- M109 자주포 (three models, 1990-2004; 155mm; 56km/h; 분당 4발, 팔라딘에서는 분당 6발; 29 km)

### 로켓포
- M270 다연장로켓발사시스템 (1990s; 227mm; 64 km/h; 12 rockets per minute; 42 km)

## 같이 보기
- 이스라엘의 핵무기 개발